# Tipula (Lunatipula) pseudocinerascens
Tipula (Lunatipula) pseudocinerascens is een tweevleugelige uit de familie langpootmuggen (Tipulidae). De soort komt voor in het Palearctisch gebied.